# نادي القوارة
نادي القوارة السعودي هو أحد أندية الدرجة الثالثة في القوارة بـ منطقة القصيم ، تأسس عام 2014 م.

## تشكيلة الفريق الحالية
ملاحظة: تشير الأعلام إلى المنتخب الوطني على النحو المحدد في قواعد الأهلية للفيفا. قد يحمل اللاعبون أكثر من جنسية واحدة غير تابعة للفيفا.
| الرقم | البلد    | المركز | اللاعب           |
| ----- | -------- | ------ | ---------------- |
| 1     | مصر      | حارس   | محمد فتحي        |
| 2     | السعودية | مدافع  | عبد الله الدوسري |
| 3     | السعودية | مدافع  | باسل الشمراني    |
| 6     | السعودية | مدافع  | موسى فقيه        |
| 8     | السعودية | وسط    | علي الضويان      |
| 9     | السعودية | مهاجم  | سلطان الرشيدي    |
| 10    | مالي     | وسط    | يعقوب الحسن      |
| 12    | السعودية | مدافع  | فهد العمري       |
| 18    | السعودية | وسط    | عمر الكريديس     |
| 26    | السعودية | حارس   | أيمن الحسيكاء    |
| 28    | السعودية | وسط    | جاسم الحويطي     |
| 29    | السعودية | وسط    | بدر العازمي      |

| الرقم | البلد    | المركز | اللاعب             |
| ----- | -------- | ------ | ------------------ |
| 44    | السعودية | مدافع  | عصام عبد الجواد    |
| 94    | السعودية | وسط    | سلطان العازمي      |
| --    | السعودية | حارس   | مشاري سحاب         |
| --    | السعودية | مدافع  | فايز الحميدي       |
| --    | السعودية | مدافع  | عدي العمري         |
| --    | السعودية | مدافع  | إبراهيم عثمان      |
| --    | السعودية | وسط    | يوسف العربي        |
| --    | السعودية | وسط    | سلطان سفياني       |
| --    | السعودية | وسط    | حسين مليح          |
| --    | مصر      | مهاجم  | محمود بصلة         |
| --    | السعودية | مهاجم  | عبد المجيد الرشيدي |